# Jiří Sgall
Jiří Sgall (* 24. června 1965) je český informatik a matematik zabývající se teorií
aproximačních algoritmů, online algoritmů a teorií
rozvrhování. Působí jako ředitel Informatického ústavu Univerzity Karlovy . Je synem lingvisty Petra Sgalla a literární historičky a bohemistky Květuše Sgallové.

## Akademická kariéra
Univerzitní působení začal studiem matematiky na Univerzitě Karlově v Praze, kde získal magisterský titul pod vedením Antonína Sochora v roce 1988. Na doktorská studia se přesunul na americkou Carnegie Mellon University a dokončil je v roce 1994 pod vedením Stevena Rudiche. Jeho dizertační práce "On-Line Scheduling on Parallel machines" již byla v oblasti
online algoritmů, které se intenzivně věnoval i v pozdější kariéře.
Od roku 1994 působí jako vědecký pracovník na Matematickém ústavu Akademie věd České republiky. Od roku 2009 působí i na Matematicko-fyzikální fakultě Univerzity Karlovy. V roce 2012 byl jmenován profesorem v oboru Informatika – teoretická informatika.
V roce 2010 získal (spolu s Pavlem Pudlákem, Emilem Jeřábkem a Janem Krajíčkem) cenu AV ČR za dosažené vynikající výsledky velkého vědeckého významu. V roce 2012 měl zvanou přednášku na vědecké konferenci ALGO 2012. Je jedním z organizátorů Pražského informatického semináře, cyklu přednášek od předních českých informatiků.
S manželkou Irenou, roz. Havlíkovou má tři dcery Ráchel, Ester a Rebeku.